# Língua albanesa
O albano ou albanês (em albanês: Gjuha shqipe; Língua albanesa; IPA: [ˈɟuha ˈʃcipe]) é uma língua indo-europeia falada na Albânia, no Kosovo, na Macedónia do Norte e na Itália (arbëreshë). Existem dois dialetos principais: Tosk e Gheg. É a língua oficial da Albânia e de Kosovo.

## História
Alguns consideram a língua albanesa (gjuha shqipe) como a única representante atual do ramo ilírico de línguas da família indo-europeia, ao qual teriam pertencido o ilírio e o messápio. Há, no entanto, muito debate no sentido oposto a isto. Outras fontes os ligam aos dácios ou aos trácios. O que é de ampla aceitação, no entanto, é que teriam surgido em uma região montanhosa acima da Linha Jireček, descendendo de alguma população paleo-balcânica.
O nome arbëresci (arvanitas), que provém do nome étnico arbër-esh (arbën-esh no dialeto setentrional), deriva de Arbër, o antigo nome da Albânia, que tem suas origens na denominação de uma tribo ilírica, os Albanoi, mencionados por Ptolomeu em sua Geografia, no século II d.C.. Este antigo nome sobreviveu no termo latino albanenses, no italiano albanese, no grego arvanitis, no turco arnaut, etc., mas nos últimos séculos esse termo tem sido substituído pela palavra shqip-tar, e o nome do país por Shqip-ne ou Shqip-ë-ria, que deriva do advérbio shqip, cujo significado original deriva da palavra Shqiponja (águia) pelo que o nome do país se chama Shqipëria ou país das águias, substituindo o advérbio arbën-isht/arbër-isht.
As primeiras manifestações literárias em albanês, especialmente no dialeto gueg, datam do século XVI, mas a forma dialetal que irá se impor oficialmente na Albânia a partir de 1952 é o dialeto tosco (tosk). Mesmo se tratando de uma das línguas mais antigas dos Bálcãs, o albanês, como o romeno e o lituano, não possui evidências escritas com muita idade. Os primeiros textos procedem de frases e palavras isoladas em documentos escritos em outras línguas.
A frase mais antiga é uma breve fórmula batismal que data de 1462, escrita no dialeto gueg, assim como versículos do Novo Testamento seguidos de um pequeno fragmento de um hino da Páscoa Ortodoxa escritos no dialeto tosco. Foram usados para estes textos os alfabetos grego e latino. O livro mais antigo impresso em albanês é o Mëshari (O Missário), de 1555, por Gjon Buzuku, escrito em gueg, enquanto que A Doutrina Cristã de 1592 por Matranga foi escrito em arbëresci e mostra características do tosco.
Já no século XVII, em plena Contra-Reforma, existem um dicionário latino-albanês (Frang-Bardhi, 1635), as traduções e adaptações de Dottrina Christiana (1618), Rituale Romanum e Speculum Confessionis (1621), todas escritas por Pjetër Budi, e a extensa peça de Pjetër Bogdabi Cuneus Prophetarum (1685), obras que marcam o início da autêntica literatura albanesa. A existência de obras religiosas dispersas produzidas nos séculos XVI e XVII originou-se na área de influência gueg e é reflexo da atividade missionária católico-romana.
No século XIX, por causa da hostilidade turca, a literatura albanesa prospera unicamente nas comunidades fora do país, onde os arbëreshë terão um papel predominante na formação do Rilinja Kombëtare, o Movimento Renascentista Albanês. Talvez a obra literária de certa expressão seja a do poeta do século XVIII Gjul Variboba, do enclave de Santo Giorgio na Calabria. Durante o século XIX a produção literária continuou nos enclaves italianos, o que não ocorreu nos enclaves gregos. Todos esses documentos mostram uma língua que difere pouco da atual, mesmo procedendo de diferentes regiões e épocas, e mostram certas peculiaridades dialetais que ajudam no estudo da linguística.
A língua oficial baseou-se no dialeto gueg de Elbasan desde o começo do Estado albanês até 2ª Guerra Mundial e a partir de então tem sido modelada pelo dialeto tosco. Na Sérvia os falantes de albanês na região do Kosovo (região oficialmente bilíngue em sérvio e albanês) e na Macedónia do Norte falam as variantes orientais do dialeto gueg.

## Dados
O número total de falantes de albanês é de cerca de 3 milhões de pessoas dentro da Albânia e no Kosovo. Na Macedónia do Norte e Montenegro, há cerca de 2 milhões que falam albanês no dialeto gueg. Também na Grécia, ao sul da fronteira com a Albânia, e em países como Turquia, Canadá, Estados Unidos, França, Síria, Egito e Austrália há comunidades albanesas que utilizam sua própria língua.

## Dialetos
A língua albanesa possui 3 dialetos: o tosco no sul e o gueg no norte da Albânia, separados pelo rio Shkumbi, e o arbëresci ou arvanita. Essas variantes são faladas por milhares de pessoas no sul da Itália, na Sicília, emigradas nos séculos XV ao XVIII, e na Grécia, no Peloponeso e em algumas ilhas do mar Egeu, emigradas no século XIV.
A divisão dos dialetos, meridional e setentrional, começa já no século X e sua distinção é particularmente fonética. Tanto o tosco como o gueg são inteligíveis entre si. Os falantes de gueg constituem 2/3 do número total de falantes de albanês.
Cada um destes dialetos têm por sua vez suas variantes. O gueg se divide em três classes: setentrional, central e meridional, dividindo-se o setentrional em noroeste e nordeste, separados por uma linha que passa a leste de Teth, a 70 km a nordeste de Skodër, e continuando pelo curso do rio Shalë em direção a oeste de Pukë. O tosco possui duas variantes: uma setentrional e outra meridional, subdividindo-se esta última nas variantes de Çamëria e Labëria.
Todos os dialetos albaneses falados em enclaves italianos e gregos são da variedade tosca e parecem estar relacionados estreitamente com o subdialeto de Çamëria, do extremo meridional da Albânia. Esses dialetos foram o resultado de deslocamentos de populações que ainda não foram bem estudados e que ocorreram entre os séculos XIII e XV. Os enclaves italianos, quase 50 povoamentos dispersos, provavelmente foram fundados por emigrantes do período do domínio turco-otomano. Há uns poucos dialetos isolados de origem tosco meridional falados na Bulgária e na Trácia turca, mas de data incerta. A língua todavia se usa em Mandritsa, Bulgária, perto de Kilkís na Grécia e procede do período das Guerras do Bálcãs. Há um enclave tosco próximo a Melitopol na Ucrânia que parece ser um recente assentamento de búlgaros. Os dialetos albaneses de Ístria, dos quais existe apenas um texto, e de Syrmia, que não possui nenhum, estão extintos.

## Escrita
Após várias tentativas de criar alfabetos autóctones: elbasan, büthakukye, argyrokastron, a partir do Congresso de Monastir, em 1908, onde hoje é Bitola, na Macedônia, estabeleceu-se que o alfabeto romano com algumas modificações seria destinado a servir de suporte para a escrita albanesa. Tradicionalmente, escrevia-se o gueg no alfabeto latino e o tosco no alfabeto grego, com algum indício do uso do alfabeto cirílico e do turco-otomano por ambos.
O alfabeto albanês moderno (albanês: alfabeti shqip) é uma variante do alfabeto latino usado para escrever a língua albanesa. É composto por 36 letras:
| Letras maiúsculas |   |    |    |   |    |   |   |   |   |    |   |   |   |   |   |    |   |   |    |   |   |    |   |    |   |    |   |    |   |   |    |    |   |   |    |
| A                 | B | C  | Ç  | D | Dh | E | Ë | F | G | Gj | H | I | J | K | L | Ll | M | N | Nj | O | P | Q  | R | Rr | S | Sh | T | Th | U | V | X  | Xh | Y | Z | Zh |
| Letras minúsculas |   |    |    |   |    |   |   |   |   |    |   |   |   |   |   |    |   |   |    |   |   |    |   |    |   |    |   |    |   |   |    |    |   |   |    |
| a                 | b | c  | ç  | d | dh | e | ë | f | g | gj | h | i | j | k | l | ll | m | n | nj | o | p | q  | r | rr | s | sh | t | th | u | v | x  | xh | y | z | zh |
| Valor AFI         |   |    |    |   |    |   |   |   |   |    |   |   |   |   |   |    |   |   |    |   |   |    |   |    |   |    |   |    |   |   |    |    |   |   |    |
| a                 | b | t͡s | t͡ʃ | d | ð  | ɛ | ə | f | ɡ | ɟ͡ʝ | h | i | j | k | l̪ | ɫ  | m | n | ɲ  | ɔ | p | c͡ç | ɹ | r  | s | ʃ  | t | θ  | u | v | d͡z | d͡ʒ | y | z | ʒ  |

Nota: As vogais são mostradas em negrito.
As letras são nomeadas simplesmente por seus sons, seguidas por ë para consoantes (por exemplo, fë).  Ouçaⓘ a pronúncia das 36 letras.

### Pronúncia das letras
A tabela a seguir mostra a pronúncia de todas as letras do alfabeto (sons em negrito):
| Letra maiúscula | Letra minúscula | Exemplo em português (ou outra língua) |
| --------------- | --------------- | -------------------------------------- |
| A               | a               | casa                                   |
| B               | b               | beleza                                 |
| C               | c               | tsunami                                |
| Ç               | ç               | tcheco                                 |
| D               | d               | dado                                   |
| DH              | dh              | that (em inglês)                       |
| E               | e               | pente                                  |
| Ë               | ë               | som de uh                              |
| F               | f               | faca                                   |
| G               | g               | gato                                   |
| GJ              | gj              | gj em Gjilian                          |
| H               | h               | hotel (em inglês)                      |
| I               | i               | rio                                    |
| J               | j               | igreja                                 |
| K               | k               | som de k, como em quilo                |
| L               | l               | lado                                   |
| LL              | ll              | molho                                  |
| M               | m               | mãe                                    |
| N               | n               | não                                    |
| NJ              | nj              | banho                                  |
| O               | o               | bolo                                   |
| P               | p               | pato                                   |
| Q               | q               | chique                                 |
| R               | r               | rato                                   |
| RR              | rr              | r mais forte e vibrante                |
| S               | s               | sapato                                 |
| SH              | sh              | shopping (em inglês)                   |
| T               | t               | tatuagem                               |
| TH              | th              | think (em inglês)                      |
| U               | u               | mundo                                  |
| V               | v               | vaca                                   |
| X               | x               | xadrez                                 |
| XH              | xh              | Djibuti                                |
| Y               | y               | rio                                    |
| Z               | z               | zero                                   |
| ZH              | zh              | jornal                                 |

## Gramática
A língua latina cedeu inumeráveis préstimos à albanesa: por exemplo, enquanto que os vocábulos para parentes diretos são em sua maioria de origem indo-europeia, os para parentes indiretos são de origem latina (emtë – tia, do latim amita; kushrî – primo, do latim consobrinu(m); fëmi – filhos, prole, do latim familia). Também é latina a terminologia cristã e vocábulos que se referem à vida social, (qytet – cidade, do latim civitate(m); ligje – lei, do latim lege(m)) intelectual (kujtue – pensar, do latim cogitare; kuvênd – assembleia, reunião, discurso, do latim conventu(m)).
O acento tônico é usado normalmente na penúltima sílaba. Existem dois gêneros no albanês: o masculino e o feminino, mas algumas palavras têm gênero neutro. A ordem da oração é normalmente sujeito-verbo-objeto, mas essa ordem é mais livre que em outras línguas.
A numeração de 1 a 10 é: një, dy, tre/tri, kat¨wer, pesë, gjashtë, shtatë, tetë, néndë, dhjetë, 11 njëmbëdhjetë, 12 dymbëdhjetë, 20 njëzet, 30 tridehjetë, 40 dyzet, 100 (një)qind.